# Itaú Unibanco

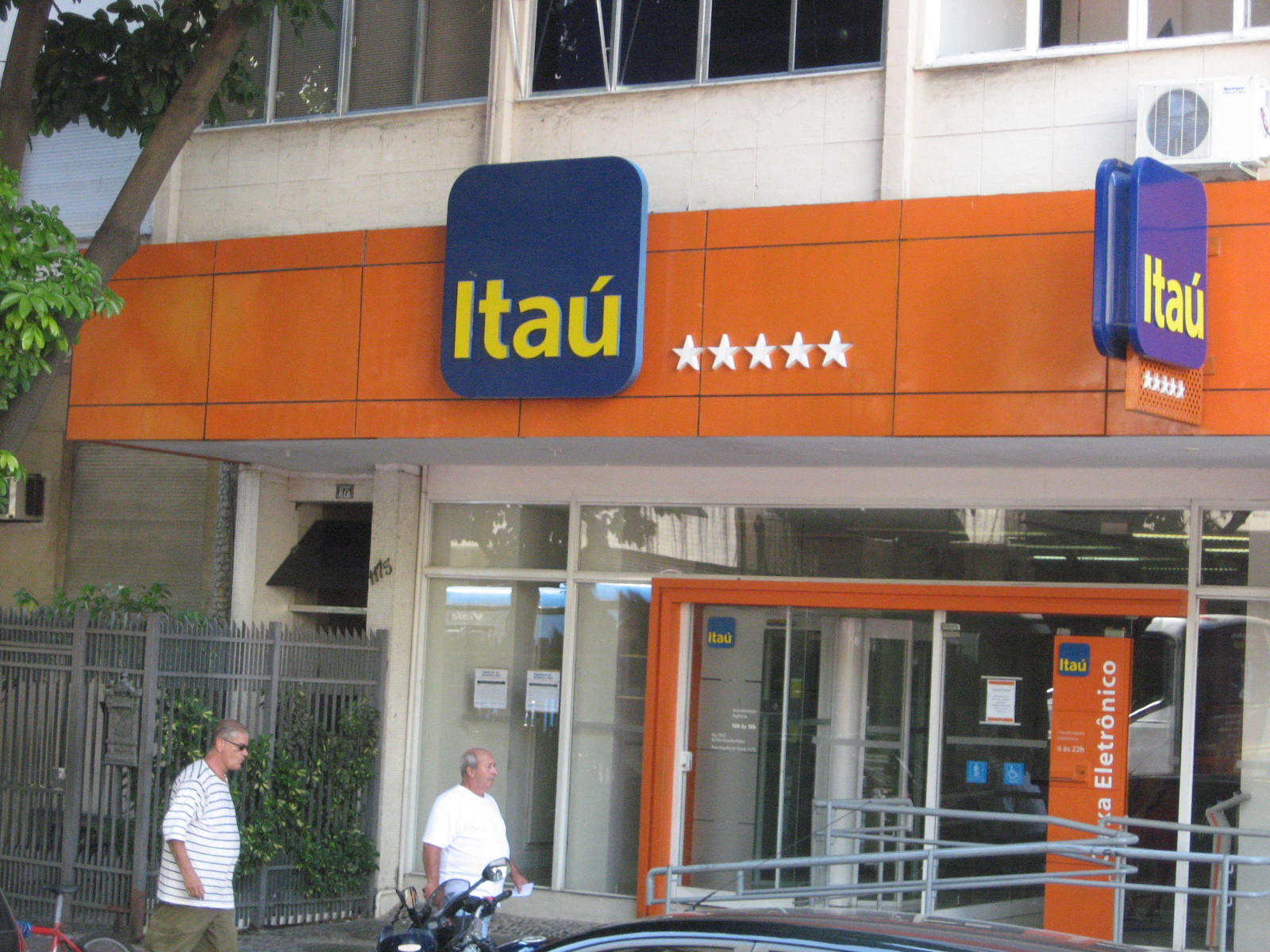
Ett av Itaú Unibancos bankkontor i Rio de Janeiro.

Itaú Unibanco är en börsnoterad bank med huvudkontor i São Paulo, Brasilien. Banken är ett resultat av sammanslagningen av bankerna Banco Itaú och Unibanco som ägde rum den 4 november 2008. Itaú Unibanco är det största finansiella konglomeratet på södra halvklotet och den tionde största banken i världen enligt marknadsvärde. I december 2009 var Itaú Unibancos marknadsvärde över 110 miljarder dollar. Itaú Unibanco äger Redecard, det näst största brasilianska kortbetalningsföretaget.
Itaú Unibanco står för cirka 11 procent av den brasilianska marknaden för banktjänster.
Banken har verksamhet i Argentina, Chile, Paraguay och Uruguay i Sydamerika, liksom i England, Luxemburg och Portugal i Europa, USA, Japan, Kina, Hongkong och Förenade Arabemiraten i Asien.
Itaú Unibanco är det viktigaste dotterbolaget till Investimentos Itaú (Itaúsa), ett stort konglomerat som rankas bland Fortune Magazines topp 500-företag i världen.
Itaú Unibanco har kontor i Asuncion, Buenos Aires, Caymanöarna, Dubai, Hongkong, Lissabon, London, Luxemburg, Montevideo, Nassau, New York, Santiago de Chile, Shanghai och Tokyo.
För närvarande har banken över 5000 bankkontor och uttagsautomater i Brasilien och i världen.